# Martinswerk
Martinswerk GmbH ist ein Unternehmen der chemischen Industrie mit rund 580 Mitarbeitern und Sitz in Bergheim (Nordrhein-Westfalen). Das Unternehmen zählt zu den weltweit bedeutenden Anbietern von chemischen Spezialprodukten auf der Basis von Aluminiumhydroxid und Aluminiumoxid sowie weiteren Grundstoffen. Abnehmer der Erzeugnisse sind die Kunststoffindustrie, Papierindustrie, Lackhersteller sowie Hersteller von Feuerfest- und Poliermitteln.

## Geschichte
Das Martinswerk wurde 1913 als Tochtergesellschaft der Aluminium Industrie AG, Vorgängergesellschaft der Alusuisse, gegründet und nach dem damaligen Generaldirektor der Gesellschaft, Martin Schindler, benannt. Zweck des Unternehmens war die Herstellung von Aluminiumoxid, auch Hüttentonerde genannt, zur Versorgung der Aluminiumhütten der Unternehmensgruppe. Der Produktionsprozess nach dem Bayer-Verfahren benötigt viel Energie, deswegen wurde der Standort im Rheinischen Braunkohlenrevier gewählt.
Als in den 1950/1960er Jahren Aluminiumoxid zunehmend kostengünstiger im Ausland beschafft werden konnte, begann man im Martinswerk modifizierte Aluminiumoxid und -hydroxidprodukte zu entwickeln, die als Spezialitäten außerhalb der Aluminiumindustrie Anwendung fanden. Diese Produkte haben eine höhere Wertschöpfung und öffneten neue Abnehmermärkte außerhalb der bisher einseitigen Ausrichtung auf die Aluminiumindustrie. Die Erzeugnisse dienen als Flammschutzmittel, Poliermittel, Füllstoff, Isolationsmedium, Markierungsmittel. Die Kundenstruktur ist gestreut: Papierindustrie, Kunststoff- und Kautschukindustrie, Keramikindustrie, Lackhersteller, Wasseraufbereitung.
Ab Mitte der 1980er Jahre wurde das Produktprogramm um weitere Spezialoxide und auch um organische Hilfsmittel ergänzt. 1990 beteiligte sich das Martinswerk an der Gründung einer Gesellschaft in Österreich, die Magnesiumhydroxid herstellt. Damit wurde das Produktprogramm bei halogenfreien Flammschutzmitteln weiter ausgebaut. Heute werden vom Martinswerk einschließlich Beteiligungen über 100 unterschiedliche Produkte hergestellt.
Nach der Fusion von Alusuisse mit der kanadischen Alcan wurde das Martinswerk 2001 an das amerikanische Chemieunternehmen Albemarle Corporation veräußert. Albemarle ist ebenfalls ein Anbieter von Spezial- und Feinchemikalien. Als Folge einer strategischen Neuausrichtung veräußerte Albemarle das Martinswerk im Jahr 2016 an den heutigen Eigentümer, die J.M. Huber Corp. aus Edison in New Jersey. Huber ist ein Hersteller von Spezialchemikalien und erzielt mit weltweit rund 4000 Mitarbeitern einen Umsatz von über 2 Mrd. US-Dollar. Der Erwerb stärkte u. a. die Marktposition der Huber-Gruppe bei Flammschutzmitteln.

## Produkte
- Martinal gefälltes und gemahlenes Aluminiumtrihydrat
- Magnifin hochreines gefälltes Magnesiumhydroxid
- Martifin Spezialhydrate für Papier
- Martoxid Aluminiumoxid, vorwiegend für Keramik
- Pergopak Mattierungsmittel und Additive für Trägerstoffe
- Compalox granuliertes, aktiviertes Aluminium